# The Suburbans – The Beat Goes On!
The Suburbans – The Beat Goes On! (Originaltitel The Suburbans, frei übersetzt Die Vororte – Die Zeit schreitet weiter voran) ist ein US-amerikanischer Musikfilm von Donal Lardner Ward aus dem Jahr 1999. Die Hauptrollen des Films sind mit Jennifer Love Hewitt, Craig Bierko, Amy Brenneman und Will Ferrell besetzt.

## Handlung
Die aus Danny, Rory, Mitch und Gil bestehende ehemalige New-Wave-Band The Suburbans spielt auf der Hochzeit ihres Bandmitglieds Gil. Die Band hatte Anfang der 1980er Jahre mit By My Side einen Hit. Da der Erfolg danach ausblieb, löste sich die Band sukzessive auf. Noch immer leben die vier ehemaligen Musiker jedoch in derselben Stadt. So richtig glücklich ist keiner von ihnen geworden, insgeheim halten sie sich für Verlierer. Auf der besagten Hochzeit ist auch die Talentsucherin Cate zugegen. Die vier schnappen sich also die Instrumente der Hochzeitsband und spielen ihren einzigen Hit, weil Mitch sie darum gebeten hat, da er mal wieder eine Frau beeindrucken will. Obwohl nicht mehr alles wie am Schnürchen klappt, können sie die Hochzeitsgäste beeindrucken – vor allem Cate, die auf der Suche nach Talenten ist. Cate gibt sich als leitende Angestellte eines riesigen Medienunternehmens zu erkennen und erklärt Danny, Rory, Mitch und Gil, dass ein Revival der 80er unmittelbar bevorstehe und dass The Suburbans den Zeitgeist getroffen hätten. Sie bietet der Band an, eine Art großes Comeback in die Wege leiten zu wollen – Medienauftritte, Konzerte, das volle Programm halt. Die Bandmitglieder sind überrascht aber auch sehr erfreut über das unverhoffte Angebot. Allerdings sind sie auch skeptisch, sodass es einiger Überredungskünste bedarf, allen vier eine Zusage zu entlocken. Wie die Musiker bei ihrer ersten Probe feststellen müssen, passt ihr einstiges Bühenoutfit nicht mehr so richtig. Auch scheint ansonsten einige Verwirrung zu herrschen, da man Rory erklären muss, dass es zwar lange her sei, aber das Schlagzeug immer noch nach hinten gehöre. Der Leadsänger der Band ist Danny, Rory ist der inzwischen übergewichtige Schlagzeuger. Mitch, der Lead-Gitarrist, der inzwischen als Fußpfleger arbeitet, ist immer noch der Schlaumeier wie einst und hat als einziger der vier seinen Traum vom Erfolg noch nicht aufgegeben. Gil, der ehemalige Bassist, hat immer noch nahe am Wasser gebaut und ist unzufrieden mit seinem Leben, obwohl er gerade in eine reiche Familie eingeheiratet hat. Er arbeitet in der Computerbranche.
Die Showauftritte der Band machen jedoch deutlich, dass das Image der Musiker nichts mehr mit ihrem gegenwärtigen, eher bürgerlichen Leben gemein hat. Einer von ihnen verkauft inzwischen Versicherungen, ein anderer ist an einem Nachtclub mit dem optimistischen Namen „Funky Nassau“ auf Long Island beteiligt und mit einem ehemaligen Supermodel verheiratet. Die Fans, die die Band einmal hatte, interessieren sich nicht mehr für sie, da auch ihr Leben in eine andere Richtung weitergelaufen ist und andere Künstler für die Mehrheit der Menschen interessant geworden sind.

## Produktion

### Dreharbeiten
Der von HSX Films, Ignite Entertainment, Motion Picture Corporation of America (MPCA) und Suburbans LLC produzierte Film wurde in Monrovia (Kalifornien) gedreht.

### Soundtrack
- Go geschrieben und performt von Willie Wisely, produziert von John Fields
- Got to Do It Right, geschrieben und performt von Mike James Kirkland, arrangiert von Hense Powell
- Candy, geschrieben von Ross Hanover, performt von Nuns Honey, produziert von John Fields & Ross Hanover
- Time, geschrieben von John Fields und Tom Scott, performt von Greazy Meal, produziert von John Fields & Greazy Meal
- You Put It on My Mind, geschrieben und performt von Mike James Kirkland, arrangiert von Hense Powell
- Rubin Kincaid, geschrieben und produziert von John Fields, performt von Strawberrius
- Sleeping with Girls, geschrieben und performt von Willie Wisely, produziert von John Fields
- Touch the Moon, geschrieben und performt von Dave Pike
- King, geschrieben und performt von Andrew Rosen, produziert von Andrew Rosen und Roger Greenawalt
- Changing Lanes, geschrieben und performt von Zoomer, produziert von Jo Jo Starr
- Return My Heart to Me, geschrieben von John Fields, J. Collins, T. Scott und J. Anton, produziert von John Fields & Greazy Meal sowie performt
- 11:11, geschrieben von Ross Hanover, produziert von John Fields, performt von Native Sons
- Monday Morning, geschrieben von John Fields und Rick Meyer, produziert von John Fields, performt von Bug!
- The Only Change, geschrieben und performt von Mike James Kirkland, arrangiert von Ray Jackson & Bob Kirkland
- Ode to El Nino, geschrieben von J. Pikus, C. Stone und A. Clark, performt von den Camp Fire Girls
- Coming Undone, geschrieben und performt von David Falzone, produziert von John Fields
- I Ran, geschrieben von Michael Score, Ali Score, Frank Maudsley und Paul Reynolds, performt von A Flock of Seagulls
- Not So Small, geschrieben und performt von Tai Burnette, produziert von Julian Harris & Tai Burnette
- By My Side, geschrieben von Donal Lardner Ward, Tony Guma und R. Skobi, performt von The Suburbans

### Synchronisation
Die deutsche Synchronfassung des Filmes entstand bei der Berliner Synchron GmbH Wenzel Lüdecke, unter der Dialogregie und nach einem Buch von Bernd Rumpf.
| Figur                  | Darsteller           | Deutscher Sprecher   |
| ---------------------- | -------------------- | -------------------- |
| Cate                   | Jennifer Love Hewitt | Dascha Lehmann       |
| Mitch                  | Craig Bierko         | Jörg Hengstler       |
| Grace                  | Amy Brenneman        | Ulrike Möckel        |
| Gil                    | Will Ferrell         | Bodo Wolf            |
| Danny Moran            | Donal Lardner Ward   | Thomas Nero Wolff    |
| Rory                   | Tony Guma            | Detlef Bierstedt     |
| Dick Clark (er selbst) | Dick Clark           | Helmut Gauß          |
| Lara                   | Bridgette Wilson     | Maud Ackermann       |
| Kenny                  | Brian Chlebowski     | Nico Sablik          |
| Speedo Silverberg      | Jerry Stiller        | Kaspar Eichel        |
| Jay Rose               | Ben Stiller          | Oliver Rohrbeck      |
| Magee                  | Antonio Fargas       | Kaspar Eichel        |
| Craig                  | Willie Garson        | Bernhard Völger      |
| Jules                  | Robert Loggia        | Reinhard Scheunemann |
| Kurt Loder (er selbst) | Kurt Loder           | Torsten Michaelis    |

### Veröffentlichung, Einspielergebnis
Der Film hatte seine Weltpremiere am 25. Januar 1999 auf dem Sundance Film Festival. Im Februar 1999 lief er auf dem Fantasporto Filmfestival in Portugal, am 19. Mai 1999 auf dem Filmfestival in Cannes in Frankreich, am 15. September 1999 auf dem Toronto International Film Festival in Kanada und am 22. Oktober 1999 auf dem BFI London Film Festival im Vereinigten Königreich.  Veröffentlicht wurde der Film zudem im Jahr 1999 im Inselstaat Fidschi, in limitierter Zahl in den Vereinigten Staaten, in der Schweiz, in Ägypten, Hongkong, Indonesien (in Jakarta), Jamaika, Südkorea, Malta, Malaysia, auf den Philippinen, in Singapur, in der Ukraine, in den Vereinigten Arabischen Emiraten, in Argentinien, Australien, Bahrain, Chile, in der Tschechischen Republik, in der Dominikanischen Republik, in Algerien, Kroatien, im Irak, im Iran, in Jordanien, in Kambodscha, im Libanon, in Liechtenstein, in den Niederlanden, in Neuseeland, im Oman, in Peru, Papua-Neuguinea, in Katar, in Russland, Afghanistan, Armenien, Österreich, Bosnien und Herzegowina, Bangladesch, Bulgarien, Brasilien, Myanmar, Botswana, in der Zentralafrikanischen Republik, in Dänemark, Estland, Spanien, Finnland, Griechenland, Guatemala, Honduras, Indien, Italien, Japan, Kirgisistan, Kasachstan, Litauen, Lettland, Mexiko, Norwegen, Panama, Pakistan, Polen, Rumänien, El Salvador, Thailand, Turkmenistan, in der Türkei, in Taiwan, in Usbekistan, Vietnam, Südafrika, Kamerun, Vereinigtes Königreich, Irland, Island, Belgien, Schweden und in Ungarn. In Deutschland wurde der Film am 3. November 1999 veröffentlicht und hatte am 1. Januar 2001 Videopremiere.
Der Film wurde in den USA in 11 Kinos aufgeführt, in denen er ca. 6 Tsd. US-Dollar einspielte. Der weltweite Bruttoertrag lag bei 11.130 Dollar.

## Kritik
Janet Maslin bezeichnete den Film in der New York Times vom 29. Oktober 1999 als einen „lustigen“, „spaßigen“ und „netten“ „kleinen Film“. Einige Szenen würden jedoch altbekannt wirken und ein wenig langweilen („domestic scenes drag on a bit“).
Doug Brod war bei Entertainment der Meinung, es handele sich um eine umwerfend humorlose Komödie, Jennifer Love Hewitt habe Grund zum Feiern, denn mit ihrem Auftritt in The Suburbans habe sie ihren schlechtesten Film ihrer Karriere bereits hinter sich. Mit weniger Ablenkungen und einer kleinen Prise Witz hätte der Film eine amüsante Ergänzung zum grandiosen Still Crazy abgeben können. Doch gönne Regisseur, Co-Autor und nomineller Star Donal Lardner Ward sich lieber die Art von fader Beziehungs-Nabelschau und skurril überzogenen Dialogen, die in eitelkeitsorientierten Indie-Produktionen gerade der letzte Schrei seien.
Ryan Holes gab dem Film auf der Seite Film Pulse zwei von zehn möglichen Punkten und stellte kurz und bündig fest: „Don’t sign a record deal with Jennifer Love Hewitt.“ (Unterschreiben Sie keinen Plattenvertrag mit Jennifer Love Hewitt.)
Auch Michael Dequina stimmte bei The Movie Report/Mr. Brown’s Movie Site in das vernichtende Urteil über den Film ein und sprach von einer schrecklichen sogenannten Komödie. Der Fokus bei The Suburbans liege ganz auf der am wenigsten interessanten Figur des Films: Danny – was wenig überraschend sei, da Ward, der ihn spiele, auch der Regisseur des Films sei. Die zweitmeiste Leinwandzeit habe der ebenso langweilige Rory, was ebenfalls keine Überraschung sei, da Guma, der ihn darstelle, das Drehbuch gemeinsam mit Ward geschrieben habe. Obwohl Bierko und Ferrell farbenfrohere Darstellungen lieferten, würden sie in den Hintergrund gedrängt. Besser noch sei aber Amy Brenneman, die inmitten all der Albernheiten eine erfrischende Brise Glaubwürdigkeit verbreite. Erwähnenswert seien auch Jerry und Ben Stiller als Killer-Duo, die als Cates Vater-Sohn-Vorgesetzte bei der Plattenfirma für die einzigen lustigen Momente des Films sorgten.
Keith Bailey beschäftigte sich mit dem Film bei The Unknown Movies und war der Ansicht, The Suburbans sei ein Desaster solchen Ausmaßes, dass es ehrlich gesagt peinlich sei, wie sich alle, von den Schauspielern bis zum Regisseur mit diesem Film blamiert hätten. Es mangele dem Film zwar nicht an hochwertigem Material, tatsächlich habe er einige respektable Talente und Material zusammengebracht, verschleudere aber alles. So bringe Bridgette Wilson als Rorys Freundin eine heitere Ausstrahlung ins Spiel, doch dürfe die von ihr gespielte Figur nur ihre Kinder anschreien und sich über ihren Ex-Mann beschweren. Diese Verschwendung betreffe sogar Hewitt, die die meiste Zeit im Film am Rande verbringe und diverse alberne Sprüche von sich geben müsse. Der Film biete ein verwirrendes Sammelsurium, das so unruhig sei, dass man es nicht begreifen könne. Der Film sei weder als Komödie noch als Drama besonders gelungen. Alles in allem sei der Film völlige Verschwendung an Prämisse, Talent und neunzig Minuten Zeit.
Auch Lisa Marie Bowman konnte dem Film nichts abgewinnen. Sie schrieb auf der Seite Through the Shattered Lens, sie habe sich den Film nachts um 3:45 wegen Einschlafproblemen im Kabelfernsehen angesehen und das Fazit gezogen, dass jeder aller Wahrscheinlichkeit nach eingeschlafen wäre, bevor der Film vorbei gewesen sei. Eine Erklärung dafür, warum gerade der ehemalige Leadsänger Danny im Film so dargestellt wird, als liebten ihn alle, obwohl er keine besonders interessante Figur sei, könnte sein, dass er vom Regisseur des Films Donal Lardner Ward gespielt werde. Das Komische sei, dass, nachdem man 81 Minuten mit diesen Charakteren verbrachte habe, immer noch das Gefühl vorherrsche, überhaupt nichts über sie zu wissen.
Die Zeitschrift Prisma schrieb, der Film sei eine „fetzige Satire auf das Musikgeschäft“.